# Xanthorhoe linearia
Xanthorhoe linearia är en fjärilsart som beskrevs av Aubert 1962. Xanthorhoe linearia ingår i släktet Xanthorhoe och familjen mätare. Inga underarter finns listade i Catalogue of Life.